# Kafu Banton
Zico Alberto Garibaldi Roberts (Colón, 3 de Junho de 1979), mais conhecido pelo seu nome artístico Kafu Banton, é um cantor e compositor de reggae e reggaeton oriundo do Panamá.
No final dos anos 90, prevaleceu no gênero, para o qual uma série de medidas foram tomadas para erradicar todas as formas de conteúdo deste tipo, além de letras violentas.

## Discografia

### Álbuns de estúdio
| Ano  | Título                 |
| ---- | ---------------------- |
| 2000 | The Best Of Me         |
| 2004 | Vivo en el Ghetto      |
| 2008 | Manteniendo La Esencia |
| 2013 | Kaboom Mixtape         |

## Biografia
Kafu nasceu em 1979 na cidade de Colón, Panamá. (O nome é expirado no Kafu seguinte estrela de futebol "Cafu Banton"), e vem de um dos maiores expoentes da reggae, Buju Banton, que, quando fundido, formam Kafu Banton.
Durante seus estudos em uma escola na Cidade do Panamá, ela conheceu um parente de um dos melhores artistas de reggae panamenho, Ernesto Brown conhecido como Apache Ness, que o apresentou a impressão da reggae, então divulgadas em diferentes concursos e competições de género nacional, em meados de outubro 1996, ele ganhou o primeiro lugar em um concurso realizado na cidade, e teve a oportunidade de gravar seu primeiro single intitulado Vivo en el Ghetto lançado em 2004.
Em 1998 decide deixar a gravadora Oilers Music e começou a trabalhar com o produtor Proarsa Pucho, juntamente em que participou em várias produções mesmos como, Criação e Uncensored.
Depois de participar em ambos os rótulos e ganho de experiência no Reggae, produzido em 2000 seu primeiro álbum chamado The Best Of Me, o álbum foi considerado um dos melhores álbuns nas paradas de musicais, tornou-se internacionalmente conhecido e fez apresentações na América Central e no Estados Unidos.